# Gammaglobuline
Con il termine gammaglobuline si indicano le proteine che si trovano nella frazione gamma, la più evidente, di un tracciato elettroforetico sierico. Se si prende un campione di siero di sangue e lo si sottopone ad elettroforesi, si osserva che si vanno a separare una serie di frazioni riconoscibili in gruppi (picchi) distinti. Un primo picco che è quello dell'albumina e tre picchi successivi, a cui vengono dati i nomi delle prime lettere dell'alfabeto greco: alfa, beta e gamma. La frazione gamma è la più larga e bassa del tracciato, ad evidenziare che le molecole che in essa sono presenti sono in quantità elevata e di peso molecolare diverso. 
La frazione sierica delle gammaglobuline è costituita quasi interamente dagli anticorpi circolanti dell'individuo, anche se in un soggetto sano una modesta porzione delle γ-globuline non sono anticorpi e una modesta quantità di anticorpi non rientra tra le γ-globuline.

## Le gammaglobuline nelle analisi del sangue
Valori normali:
6-19% 0,6-1,5 g/100 ml
- Funzione:

hanno normalmente funzione di difesa contro gli antigeni estranei all'organismo; sono molecole note con il nome di "anticorpi".
- Aumento dei valori:

Cirrosi, connettiviti, epatiti acute, mononucleosi, linfoma di Hodgkin, neoplasie maligne, plasmocitoma, parassitosi, sepsi croniche, tiroidite di Hashimoto, ustioni, sarcoidosi
- Diminuzione dei valori:

Agammaglobulinemia, AIDS, insufficienza renale, sepsi acute, sindrome di Cushing; assunzione di citostatici, immunosoppressori, steroidi

## Infusione di gammaglobuline

### Rischi
Le infusioni di gammaglobuline vengono generalmente somministrate per tentare temporaneamente di aumentare l'immunità del paziente contro una malattia. Essendo un prodotto derivato dal sangue, le iniezioni di globulina gamma, insieme alle trasfusioni di sangue e all'uso di droga iniettata endovena possono diventare un rischio di infezione di virus dell'epatite C e HIV ai destinatari del trattamento.
Una volta identificata l'epatite C nel 1989, le banche del sangue hanno iniziato a sottoporre a screening tutti i donatori di sangue per la presenza del virus nel loro sangue. Tuttavia, poiché l'epatite C è nota per essere presente da almeno gli anni '40, un'infusione di globuline gamma ricevuta prima dei primi anni '90 potrebbe aver messo il destinatario a rischio d'infezione

### Uso a scopo medico
Le infusioni sono più comunemente utilizzate nei pazienti che sono stati esposti all'epatite A o al morbillo, o per rendere compatibile un donatore e un destinatario di un trapianto di rene indipendentemente dal tipo di sangue corrispondente al tessuto.
Le infusioni vengono utilizzate anche per aumentare l'immunità nei pazienti che non sono in grado di produrre globuline gamma naturalmente a causa di una carenza di immunitario, come l'agammaglobulinemia X-linked e la sindrome iper IgM. Tali iniezioni sono attualmente raramente utilizzate e le iniezioni di gamma globulina precedentemente raccomandate per i viaggiatori sono state largamente sostituite dall'uso del vaccino contro l'epatite A.
Le infusioni di globulina gamma sono utilizzate anche per trattare alcune malattie immunologiche come la porpora trombocitopenica idiopatica (PTI) o morbo di Werlhof, una malattia in cui le piastrine vengono attaccate da anticorpi, portando a una conta piastrinica esigua. In effetti le gammaglobuline inibiscono la formazione del complesso d'attacco alla membrana, impedendo la deposizione dei componenti del complemento.
Un recente studio clinico ha usato le gamma globuline nei pazienti affetti da sindrome da stanchezza cronica non riscontrando alcun beneficio riconoscibile, anche se un precedente studio aveva mostrato un miglioramento. Il successo di questo trattamento resta incerto.